# Jiří Bartek
Jiří Bártek (* 24. října 1953) je vedoucí laboratoře Cell Cycle and Cancer ve výzkumném ústavu Kræftens Bekæmpelse (Danish Cancer Society) v Kodani. Bývá označován za jediného českého reálného adepta na zisk Nobelovy ceny za fyziologii a lékařství.
Věnuje se především výzkumu regulačních mechanismů dělení nádorových buněk a mechanismů vedoucích ke vzniku nádorů. Je autorem téměř 400 původních vědeckých prací a článků a jedním z nejvíce citovaných vědců českého původu v oblasti biologických a medicínských věd, v roce 2006 činila hodnota jeho Hirschova indexu 71. V září 2017 činila hodnota jeho Hirschova indexu 112 a celkový počet citací (bez autocitací) přesahoval 45000. Je řazen v Stanfordském seznamu 2% celosvětově nejcitovanějších vědců (kumulativně za celou jejich dosavadní
dráhu).
Jiří Bártek je držitelem ceny Dánské asociace pro výzkum nádorů (1998), ceny Alfreda Benzonse (2002), ceny Novo Nordisk (2003), medaile G. J. Mendela za biologické vědy (2003). V roce 2010 získal Cena Neuron za přínos světové vědě v oboru medicína. V roce 2002 se stal čestným profesorem Univerzity v Kodani a Univerzity v Aarhusu.
Člen kolegia recenzentů časopisu Oncogene.